# 2 juni
2 juni är den 153:e dagen på året i den gregorianska kalendern (154:e under skottår). Det återstår 212 dagar av året.

## Återkommande bemärkelsedagar

### Nationaldagar
- Italiens nationaldag (till minne av folkomröstningen som ledde till att landet blev republik denna dag 1946)

## Namnsdagar

### I den svenska almanackan
- Nuvarande – Rutger och Roger
- Föregående i bokstavsordning
  - Marcellinus – Namnet fanns, till minne av den kristne martyren Marcellinus från 300-talet, på dagens datum före 1901, då det utgick.
  - Roger – Namnet infördes 1986 på 4 januari. 1993 flyttades det till dagens datum och har funnits där sedan dess.
  - Runa – Namnet infördes på dagens datum 1986, men flyttades 1993 till 1 juni och utgick 2001.
  - Rune – Namnet följde länge Runa genom att införas på dagens datum 1986 och 1993 flyttas till 1 juni. 2001 utgick det dock inte, utan flyttades till 24 november.
  - Rutger – Namnet infördes på dagens datum 1901 och har funnits där sedan dess.
- Föregående i kronologisk ordning
  - Före 1901 – Marcellinus
  - 1901–1985 – Rutger
  - 1986–1992 – Rutger, Runa och Rune
  - 1993–2000 – Rutger och Roger
  - Från 2001 – Rutger och Roger
- Källor
  - Brylla, Eva (red.): Namnlängdsboken, Norstedts ordbok, Stockholm, 2000. ISBN 91-7227-204-X
  - af Klintberg, Bengt: Namnen i almanackan, Norstedts ordbok, Stockholm, 2001. ISBN 91-7227-292-9

### Finlandssvenska almanackan
- Nuvarande från 2025[1] – Venla, Vendla
- I föregående revideringar[a][2]
  - 1929–2024 – Vendla

## Händelser
- 575 – Sedan Johannes III har avlidit året före väljs Benedictus I till påve.[3]
- 1858 – Den italienske astronomen och meteorologen Giovanni Battista Donati upptäcker en komet, som efter honom får namnet Donatis komet. Den är en av de mest framträdande kometerna under 1800-talet och är som ljusstarkast i september samma år (den passerar endast 75 miljoner kilometer [0,5 AE] från jorden i oktober).
- 1899 – Det laglösa gänget Wild Bunch, med bland andra Sundance Kid, rånar Union Pacific Railroads transkontinentala expresståg i närheten av Wilcox, Wyoming. Bytet blir omkring 50 000 dollar.[4]
- 1938 – Riksdagen beslutar att införa 12 dagars semester (två veckor) med bibehållen lön, för alla förvärvsarbetande i Sverige, både inom allmän och enskild tjänst och lagen träder i kraft den 8 juni. Semesterperioden utökas successivt under de följande årtiondena till fem veckor, men lagen utgör en miniminivå – om arbetsgivare och -tagare kommer överens om det får semestern vara längre. En grupp som är undantagen är dock hembiträden, som inte får lagstadgad rätt till semester förrän på 1970-talet.
- 1946 – I Italien hålls en folkomröstning om landets konstitution, där frågan gäller om kungadömet ska bibehållas eller republik införas. Republiksidan vinner med 54,3 % mot monarkisidans 45,7 %, efter att nästan 90 % av de röstberättigade har avlagt röst – detta är första gången kvinnor tillåts delta i en omröstning i Italiens historia. Kung Umberto II, som har varit kung bara sedan 9 maj, då hans far Viktor Emanuel III har avlidit, tvingas därför abdikera och gå i exil med sin familj den 12 juni och den 18 juni utropas den italienska republiken. Medlemmar av det italienska kungahuset Savojen förbjuds beträda italiensk mark och förbudet kvarstår till oktober 2002.
- 1953 – Den i februari året före tillträdda brittiska drottningen Elizabeth II kröns i Westminster Abbey i London. Detta blir den första brittiska kröning som visas i tv (hennes far Georg VI:s kröning 1937 filmades, men endast för att visas på journalfilmer på bio), även om vissa delar (exempelvis smörjelseakten) på drottningens eget insisterande inte visas. Anledningen till att kröningen har dröjt över ett år efter hennes trontillträde är att det enligt traditionen anses olämpligt att hålla en sådan fest, som kröningen innebär, under sorgeåret efter den förre monarkens död.
- 1992 – I Danmark hålls en folkomröstning om fördraget om Europeiska unionen (även kallat Maastrichtfördraget), vilket syftar till att utöka de europeiska gemenskaperna (EG) till europeiska unionen (EU). Valdeltagandet är 83,1 %, och nejsidan vinner med knapp marginal (50,7 %). Detta leder till att fördraget delvis omförhandlas och resulterar i Edinburghbeslutet. När danskarna folkomröstar om detta den 18 maj 1993 vinner jasidan med 56,8 %, vilket innebär att fördraget sedan kan träda i kraft 1 november samma år.
- 2007 – Då domaren Herbert Fandel blir attackerad av en supporter, som springer in på planen under en EM-kvalmatch i fotboll mellan Sverige och Danmark på stadion Parken i Köpenhamn, avbryts matchen och Sverige tilldöms segern, vilket bekräftas av den europeiska fotbollsfederationen Uefa den 8 juni. Supportern döms sedermera till 30 dagars fängelse och 40 dagars samhällstjänst samt 900 000 danska kronor i skadestånd.

## Födda
- 1535 – Leo XI, född Alessandro Ottaviano de' Medici, påve i knappt fyra veckor 1605
- 1621 – Rutger von Ascheberg, svensk greve, militär och ämbetsman, fältmarskalk 1678, generalguvernör 1680
- 1731 – Martha Washington, amerikansk politikerhustru, USA:s första dam 1789–1797 (gift med George Washington)
- 1740 – Markis de Sade, fransk aristokrat, revolutionär, filosof och författare
- 1773 – John Randolph, amerikansk politiker och diplomat, senator för Virginia 1825–1827
- 1783 – Reuel Williams, amerikansk demokratisk politiker, senator för Maine 1837–1843
- 1814 – William H.H. Ross, amerikansk demokratisk politiker, guvernör i Delaware 1851–1855
- 1835 – Pius X, född Giuseppe Melchiorre Sarto, påve 1903–1914
- 1840 – Thomas Hardy, brittisk författare
- 1850 – Jesse Boot, brittisk farmaceut och affärsman
- 1857
  - Edward Elgar, brittisk kompositör, mest känd för marschen Pomp and Circumstance
  - Karl Gjellerup, dansk författare, mottagare av Nobelpriset i litteratur 1917
- 1861
  - Concordia Selander, svensk skådespelare
  - Helen Taft, amerikansk politikerhustru, USA:s första dam 1909–1913 (gift med William Howard Taft)
- 1863 – Thomas Clarke Rye, amerikansk demokratisk politiker, guvernör i Tennessee 1915–1919
- 1867 – Erkki Kaila, finländsk kyrkoman, biskop i Åbo ärkestift 1935–1944
- 1871 – Torben Grut, svensk arkitekt
- 1878 – Tyra Dörum, svensk skådespelare
- 1879 – Eric von Rosen, svensk greve, etnograf, forskningsresande, godsägare och filatelist
- 1884 – Hugo Runewall, svensk konstnär, målare, tecknare, grafiker, skulptör och konsthantverkare
- 1885 – Hans Gerhard Creutzfeldt, tysk neuropatolog
- 1887 – Gottlieb Hering, tysk SS-officer och lägerkommendant
- 1898 – Ola Isene, norsk operasångare (baryton) och skådespelare
- 1904 – Johnny Weissmuller, amerikansk simmare och skådespelare, mest känd i rollen som Tarzan
- 1906
  - Carlo Scarpa, italiensk arkitekt och formgivare
  - Hugo Melin, svensk domkyrkoorganist
- 1908 – Eric Karlsson, svensk rörmontör och socialdemokratisk politiker
- 1909 – Rudolf Brandt, tysk SS-officer och krigsförbrytare
- 1914 – Jurij Andropov, sovjetisk politiker, chef för KGB 1967–1982, Sovjetunionens ledare 1982–1984
- 1916 – William R. Laird, amerikansk demokratisk politiker och advokat, senator för West Virginia 1956
- 1917 – Heinz Sielmann, tysk naturfotograf, zoolog och dokumentärfilmare
- 1921 – Herta Hillfon, svensk keramiker och skulptör
- 1922 – Carmen Silvera, brittisk skådespelare, mest känd i rollen som Édith Artois i tv-serien 'Allå, 'allå, 'emliga armén
- 1923 – Margot Trooger, tysk skådespelare, i Sverige mest känd i rollen som Prusseluskan i tv-serien Pippi Långstrump 1969
- 1926 – Raul Hilberg, amerikansk-österrikisk historiker
- 1928 – Stig Claesson, svensk författare, illustratör och konstnär med pseudonymen Slas
- 1929 – Ken McGregor, australisk tennisspelare
- 1930 – Babulal Gaur, indisk politiker (död 2019)
- 1931
  - Anders Ehnmark, journalist och författare
  - Eric Krönmark, svensk moderat politiker, Sveriges försvarsminister 1976–1978 och 1979–1981, landshövding i Kalmar län 1981–1996 (död 2024)
- 1937 – Sally Kellerman, amerikansk skådespelare (död 2022)
- 1938 – Désirée, svensk prinsessa, syster till kung Carl XVI Gustaf
- 1940 – Konstantin II, kung av Grekland 1964–1973 (död 2023)
- 1941
  - Stacy Keach, amerikansk skådespelare
  - Charlie Watts, brittisk trumslagare och musikproducent, medlem i gruppen The Rolling Stones (död 2021)
- 1946
  - Lasse Hallström, svensk regissör
  - Jurij Lederman, svensk skådespelare och teaterregissör
- 1947 – Clarence Page, amerikansk skådespelare, journalist och författare
- 1948 – Robert John Partridge, brittisk musikjournalist
- 1954 – Dennis Haysbert, amerikansk skådespelare
- 1955 – Dana Carvey, amerikansk komiker och skådespelare
- 1956 – Stefan Jonsson, svensk tyngdlyftare och kroppsbyggare
- 1960 – Mark Calcavecchia, amerikansk golfspelare
- 1962 – Rolf-Göran Bengtsson, svensk ryttare
- 1963 – Mike Rogers, amerikansk republikansk politiker, kongressledamot 2001–2015
- 1965 – Anna Lindholm, svensk skådespelare
- 1967 – Mattias Knave, svensk regissör och röstskådespelare
- 1971 – Kaidy Kuna, indonesisk skådespelare
- 1972
  - Malin Ewerlöf, svensk medeldistanslöpare
  - Wentworth Miller, amerikansk skådespelare
- 1974 – Grant Roa, nyzeeländsk skådespelare
- 1976 – Antônio Rogério Nogueira, brasiliansk MMA-utövare
- 1978 – Justin Long, amerikansk skådespelare
- 1980 – Fabrizio Moretti, amerikansk musiker, medlem i gruppen The Strokes
- 1981 – Fredrik Backman, svensk författare
- 1983 – Fredrik Stenman, svensk fotbollsspelare
- 1987 – Darin Zanyar, svensk artist och låtskrivare med artistnamnet Darin
- 1988 – Patrik Berglund, svensk ishockeyspelare

## Avlidna
- 657 – Eugenius I, påve sedan 654
- 1572 – Thomas Howard, 36, engelsk statsman (avrättad)
- 1609 – Svante Bielke, 42, svensk friherre och riksråd, Sveriges rikskansler sedan 1602
- 1761 – Jonas Alströmer, 76, svensk industriman
- 1837 – Johan Gustaf Liljegren, 46, svensk riksantikvarie, riksarkivarie och kansliråd
- 1881 – Friedrich zu Eulenburg, 65, preussisk greve och statsman
- 1882 – Giuseppe Garibaldi, 74, italiensk frihetskämpe och nationalist
- 1915 – Olof Arborelius, 72, svensk genre- och landskapsmålare, professor vid Konstakademien 1902–1909
- 1921 – Hjalmar Linder, 59, finländsk kammarherre, vice häradshövding och storgodsägare
- 1922 – William P. Pollock, 51, amerikansk demokratisk politiker, senator för North Carolina 1918–1919
- 1934 – James Rolph, 64, amerikansk republikansk politiker, guvernör i Kalifornien sedan 1931
- 1941 – Lou Gehrig, 37, amerikansk basebollspelare
- 1945 – August Hirt, 47, tysk SS-läkare och -officer
- 1948
  - Avrättade i Landsberg am Lech:
    - Viktor Brack, 43, tysk nazistisk politiker och krigsförbrytare
    - Karl Brandt, 44, tysk läkare, Adolf Hitlers personlige läkare och chef för det nazistiska eutanasiprogrammet
    - Rudolf Brandt, 39, tysk SS-officer och krigsförbrytare
    - Karl Gebhardt, 50, tysk SS-läkare och krigsförbrytare
    - Waldemar Hoven, 45, tysk SS-läkare och krigsförbrytare
    - Joachim Mrugowsky, 42, tysk SS-läkare och krigsförbrytare
    - Wolfram Sievers, 42, tysk SS-officer och krigsförbrytare
- 1961 – Anna-Greta Krigström, 43, svensk skådespelare
- 1967 – Benno Ohnesorg, 26, tysk student och pacifist (skjuten vid demonstration)
- 1969 – Bullan Weijden, 67, svensk skådespelare och sångare
- 1970 – Stellan Claësson, 84, svensk filmproducent
- 1971 – Joel Rundt, 91, finländsk författare
- 1988 – Horace A. Hildreth, 85, amerikansk republikansk politiker och diplomat, guvernör i Maine 1945–1949
- 1990 – Rex Harrison, 82, brittisk skådespelare
- 1991 – Hans Lagerkvist, 68, svensk regissör, producent och skådespelare
- 1998 – Folke Lindh, 77, svensk jurist, lundaspexare och amatörskådespelare med smeknamnet Spuling
- 2008
  - Mel Ferrer, 90, kubansk-amerikansk skådespelare, regissör och producent
  - Bo Diddley, 79, amerikansk musiker
- 2009 – David Eddings, 77, amerikansk fantasyförfattare
- 2011
  - Teddy Brunius, 89, svensk idé- och konsthistoriker
  - Albertina Sisulu, 92, sydafrikansk antiapartheidaktivist, pionjär inom partiet African National Congress (ANC)
- 2012
  - Kathryn Joosten, 72, amerikansk skådespelare
  - Göran Lindgren, 84, svensk filmproducent
- 2014 – Alexander Shulgin, 88, amerikansk kemist och farmakolog (MDMA)
- 2015 – Irwin Rose, 88, amerikansk biokemist, mottagare av Nobelpriset i kemi 2004
- 2016
  - Freddie Wadling, 64, svensk sångare och skådespelare
  - Corry Brokken, 83, nederländsk sångare och skådespelare
- 2018 – Paul D. Boyer, 99, amerikansk kemist, mottagare av Nobelpriset i kemi 1997
- 2022 – Agneta Klingspor, 76, svensk författare
- 2025 – Birgit Carlstén, 75, svensk sångare och skådespelare